# Тарумідзу

Тарумі́дзу (яп. 垂水市, たるみずし, МФА: [taɾumʲid͡zu ɕi̥]?) — місто в Японії, в префектурі Каґошіма. Розташоване в центральній частині префектури, на узбережжі Східно-Китайського моря.   Виникло на основі сільських поселень раннього нового часу. Отримало статус міста 1958 року. Площа становить 162,03 км². Станом на 1 липня 2012 року населення складало 16 662  осіб, густота населення — 103 осіб/км².  Основою економіки є сільське господарство — вирощування помела, мандаринів, мушмули, баклажанів, батату; рибальство, текстильна промисловість, зокрема виготовлення осімського шовкового епонжу, та туризм.   

## Географія
Тарумідзу розташоване на півострові Осумі, на узбережжі Каґошімської затоки Східно-Китайського моря. На сході міста тягнуться гори Таканума, а на заході — вузька рівнина вздовж узбережжя.

## Історія
Територія Тарумідзу була заселена від часів неоліту. У середньовіччі її контролював самурайський рід Іджічі, який був знищений силами сусіднього войовничого роду Шімадзу. У період Едо (1603–1867) землі Тарумідзу належали автономному уділу Сацума, на яких вперше були побудовані сільські поселення, що склали ядро сучасного міста.
Засноване 1 жовтня 1958 року шляхом надання статусу міста містечку Тарумідзу.